# 山田永子
山田 永子（やまだ えいこ、1979年1月3日 - ）は、愛知県出身の元ハンドボール選手。

## 来歴
高校は地元の名門・名古屋短大附属高校に進み、全国高等学校ハンドボール選抜大会2連覇を経験。筑波大学でもインカレ3連覇を達成。国際大会でも2000年第4回世界女子学生選手権で得点王を記録する。
卒業後は大学院で学びながらオムロンでプレー。1年目で新人賞こそチームメイトの金城晶子に譲るもベストセブンに選出。
日本代表としても世界選手権、アジア大会に出場するなど実績を残す。
2004年8月から2年間、女子ハンドボール界として初めてノルウェーに派遣され、研修後に同国リーグ強豪のバケラゲットSC・オスロでプレー。
2007年に引退し帰国。
現在は母校・筑波大の指導者。日本オリンピック委員会スポーツ指導者在外研修員も務めた。
2011年コーチング学博士号取得。